# Falls City (Nebraska)
Falls City is een plaats (city) in de Amerikaanse staat Nebraska, en valt bestuurlijk gezien onder Richardson County.

## Demografie
Bij de volkstelling in 2000 werd het aantal inwoners vastgesteld op 4671. In 2006 is het aantal inwoners door het United States Census Bureau geschat op 4186, een daling van 485 (-10,4%).

## Geografie
Volgens het United States Census Bureau beslaat de plaats een oppervlakte van 6,8 km², geheel bestaande uit land. Falls City ligt op ongeveer 284 m boven zeeniveau.

## Plaatsen in de nabije omgeving
De onderstaande figuur toont nabijgelegen plaatsen in een straal van 16 km rond Falls City.